# 3748 Tatum
A 3748 Tatum (ideiglenes jelöléssel 1981 JQ) a Naprendszer kisbolygóövében található aszteroida. Edward L. G. Bowell fedezte fel 1981. május 3-án.